# パブロ・ラソ
パブロ・ラソ・ビウルン（Pablo Laso Biurrun, 1967年10月13日 - ）は、スペイン・アラバ県ビトリア＝ガステイス出身のバスケットボール選手・指導者。身長178cm。選手時代のポジションはPG。

## 選手経歴
1967年にアラバ県ビトリア＝ガステイスに生まれた。1984年に地元のサスキ・バスコニアからデビューし、1995年にはコパ・デル・レイで優勝してMVPに輝いた。レアル・マドリード、イタリアのパッラカネストロ・トリエステ、CBジローナなどにも在籍した。リーガACBでは歴代4位の17,378分出場、歴代5位の654試合出場。2,896アシストと1,219スティールを記録しており、歴代最多アシスト記録・歴代最多スティール記録保持者である。スペイン代表として61試合に出場し、1994年には世界選手権に出場した。

## 指導者経歴
現役引退後には指導者となり、2008年には2部のLEBオロに属していたギプスコアBCをリーガACB昇格に導いた。2011年にはレアル・マドリードのヘッドコーチに就任。2012年にコパ・デル・レイとスーペルコパ・デ・エスパーニャの2冠を記録すると、2012-2013シーズンにはリーガACBで優勝し、ACB年間最優秀ヘッドコーチに選ばれた。2013年にはスーペルコパ、2014年にはコパ・デル・レイとスーペルコパのタイトルを加え、更に2015年にはユーロリーグ、国内リーグ戦、コパ・デル・レイを制し、三冠を達成した。また、2011年からはバスケットボールバスク選抜のヘッドコーチを兼任している。
2024年6月28日、選手時代に在籍し、ユーロリーグとリーガACBに所属するサスキ・バスコニアのヘッドコーチに3年契約で就任すると発表された。

## タイトル

### 選手として
サスキ・バスコニア
- コパ・デル・レイ (1): 1995

レアル・マドリード
- FIBAサポルタ・カップ (1): 1996-97

#### 個人
- コパ・デル・レイ最優秀選手 : 1995

### ヘッドコーチとして
ギプスコアBC
- リーガACB昇格 (1): 2007-08

レアル・マドリード
- リーガACB (4): 2012-13, 2014-15, 2015-16, 2017-18
- コパ・デル・レイ (5): 2012, 2014, 2015, 2016, 2017
- スーペルコパ・デ・エスパーニャ (4): 2012, 2013, 2014, 2018
- ユーロリーグ (2): 2015, 2018
- FIBAインターコンチネンタルカップ (1): 2015

#### 個人
- リーガACB最優秀ヘッドコーチ (3): 2012-13, 2014-15, 2017-18
- AEEB年間最優秀ヘッドコーチ (3): 2013, 2015, 2016
- ユーロリーグ最優秀ヘッドコーチ (2): 2014-15, 2017-18